# Pan z milionami
Pan z milionami (ang. Mr. Deeds Goes to Town) – amerykańska komedia o prostym człowieku z prowincji, który niespodziewanie zostaje milionerem. Scenariusz powstał na podstawie opowiadania C.B. Kellanda. Film nagrodzony Oscarem za reżyserię.

## Obsada filmu
- Lafe McKee jako bezrobotny farmer
- John Wray jako farmer
- Walter Catlett jako Morrow
- Ruth Donnelly jako Mabel Dawson
- H.B. Warner jako sędzia May
- Raymond Walburn jako Walter
- Douglass Dumbrille jako John Cedar
- Lionel Stander jako Cornelius Cobb
- George Bancroft jako MacWade